# Pierre Arnaudin
Pour les articles homonymes, voir Arnaudin.

a Compétitions nationales et continentales officielles uniquement.

Pierre Arnaudin, né le 13 juin 1896 à Saint-Christoly-de-Blaye (Gironde) et mort le 14 décembre 1982 à Saillans (Gironde), est un joueur et entraîneur de rugby à XV et athlète français, spécialiste du 400 mètres haies.
En athlétisme, il est champion de France du 400 mètres haies en 1921 puis participe à deux éditions des Jeux olympiques en 1924 et 1928.
En rugby à XV, il joue pour le Stade bordelais UC jusqu'en 1921 puis à l'AS Montferrand comme entraîneur-joueur, au poste de troisième ligne aile, de 1921 à 1926. En 1925, il remporte le Championnat de France Honneur.

## Biographie
Pierre Camille Paul Arnaudin naît le 13 juin 1896 à Saint-Christoly-de-Blaye dans le département français de la Gironde.
Il pratique l'athlétisme, étant champion de France du 400 mètres haies en 1921,. En parallèle, il joue au rugby à XV au sein du Stade bordelais UC où il est capitaine et troisième ligne aile.
À partir de la saison 1921-1922, il rejoint l'AS Montferrand et arrive comme entraîneur et capitaine. Par la suite, il cède le capitanat à Louis Puech, ainsi que son poste d'entraîneur à ce même Puech et à Antoine Vazeille à partir de la saison 1923-1924.
Il participe aux Jeux olympiques de 1924 à Paris mais est éliminé dès les qualifications,.
En avril 1925, il remporte le Championnat de France Honneur en inscrivant l'un des quatre essais montferrandais lors de la finale gagnée 14 à 6 contre le Biarritz olympique. Cette victoire permet à son club d'accéder pour la première fois au Championnat de France,.
Il quitte ensuite l'AS Montferrand en 1926.
Deux ans plus tard, il participe de nouveau aux Jeux olympiques, à Amsterdam, mais est une nouvelle fois éliminé dès les séries de qualifications,.
Il meurt le 14 décembre 1982 à Saillans.